# Maoritomella megalacme
Maoritomella megalacme é uma espécie de gastrópode do gênero Maoritomella, pertencente a família Borsoniidae.